# Смыр Сергей Макарович
Сергей Макарович Смыр (Абх. Смыр Сергеи Макар-иҧа; род. 27 июля 1958, Гудаута, Абхазская ССР) — экс-министр юстиции Республики Абхазия, государственный советник юстиции I класса, кандидат юридических наук (2005), доцент Абхазского государственного университета, декан юридического факультета Абхазского государственного университета, член Общественной палаты Республики Абхазия.

## Биография
Окончил историко-юридический факультет Абхазского государственного университета в 1985 году.
За мужество и отвагу, проявленные в Отечественной войне народа Абхазии 1992—1993 гг., награжден медалью «За отвагу».
За высокий профессионализм, заслуги в развитии правоохранительной системы Республики Абхазия, значительный вклад в подготовку высококвалифицированных специалистов 17 октября 2017 года Президент Республики Абхазия Рауль Хаджимба подписал Указ О присвоении почетного звания «Заслуженный юрист Республики Абхазия».
За многолетний и существенный вклад в развитии системы прокуратуры РА приказом Генерального прокурора Республики Абхазии 23 августа 2019 года награжден медалью прокуратуры РА «За взаимодействие» и грамотой Генерального прокурора Республики Абхазия.

Кандидатская диссертация 
https://genproc-abh.ru/dummy-category-3/itemlist/date/2019/8/30
http://presidentofabkhazia.org/about/info/news/?ELEMENT_ID=11303
http://presidentofabkhazia.org/about/info/news/?ELEMENT_ID=3163&sphrase_id=7162990
http://presidentofabkhazia.org/about/info/news/?ELEMENT_ID=2594&sphrase_id=7162991
http://presidentofabkhazia.org/about/info/news/?ELEMENT_ID=608&sphrase_id=7162991
https://www.youtube.com/watch?v=_6nSupLn_xs
https://www.youtube.com/watch?v=MsxPc2IgB1o
http://apsua.tv/newsdetail/?ID=10533&sphrase_id=31032
http://apsua.tv/newsdetail/?ID=9651&sphrase_id=31032